# (5327) 1989 EX1
(5327) 1989 EX1 (1989 EX1, 1950 LB, 1950 LP, 1979 OB13) — астероїд головного поясу.
Тіссеранів параметр щодо Юпітера — 3,527.